# Orthoserica
Orthoserica là một chi bướm đêm thuộc họ Geometridae.

## Các loài
- Orthoserica mirandaria
- Orthoserica rufigrisea